# کلود مونه
اسکار-کلود مونه (فرانسوی: Oscar-Claude Monet‎، زادهٔ ۱۴ نوامبر ۱۸۴۰ در پاریس – درگذشتهٔ ۵ دسامبر ۱۹۲۶ در ژیورنی) از بنیان‌گذاران امپرسیونیسم فرانسوی بود. اصطلاح امپرسیونیسم از یکی از نقاشی‌های او با عنوان امپرسیون، طلوع آفتاب گرفته شده‌است.

## زندگی هنری

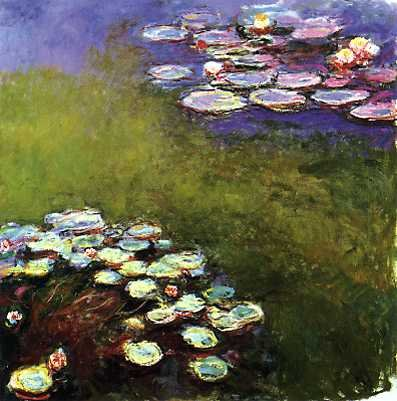
نیلوفرهای آبی اثر کلود مونه ۱۹۱۶

مونه در آکادمی سوئیس و مدرسهٔ هنرهای زیبای پاریس تحصیل کرد. با پیسارو، رنوار، سیسلی آشنا شد؛ با مانه و کوربه نیز دیدارهایی داشت. در سال ۱۸۷۴ میلادی نخستین نمایشگاه امپرسیونیستم بر پا شد؛ مونه تا سال ۱۸۸۲ در این نمایشگاه و نمایشگاه‌های بعدی شرکت جست. مجموعهٔ تابلوهای نیلوفرهای آبی را در سال ۱۸۹۹ آغاز کرد. از ۱۹۱۴ به بعد در دوره‌ای طولانی به کشیدن چنین تابلوهایی پرداخت. در ۱۹۲۱ مجموعه‌ای از کارهایش مورد قبول دولت واقع گردید و نارنجستان پاریس برای نگهداری آن‌ها بازسازی شد.
مونه مهم‌ترین نمایندهٔ امپرسیونیستم به‌شمار می‌رود. آثار زیادی از وی به جای مانده و در بسیاری از موزه‌های هنری مهم دنیا از آن‌ها نگهداری می‌شود.
مونه در ۲۰ سال پایانی عمرش از بیماری آب‌مروارید رنج می‌برد که باعث شد تا کارهای وی به دو دوره قبل و بعد از بیماری تقسیم شود.

## مرگ
مونه در ۵ دسامبر ۱۹۲۶ در سن ۸۶ سالگی بر اثر سرطان ریه درگذشت و در گورستان کلیسای ژیورنی به خاک سپرده شد. مونه اصرار داشت که مراسم خاک سپاری او ساده برگزار شود لیکن تنها حدود پنجاه نفر در این مراسم حضور داشتند.

## میراث
خانه، باغ و برکه نیلوفرهای آبی، توسط تنها وارث او، پسرش میشل؛ در سال ۱۹۶۶ به فرهنگستان هنرهای زیبای فرانسه واگذار شده‌است. در سال ۱۹۸۰ خانه و باغ پس از بازسازی و مرمت؛ از طریق بنیاد کلود مونه، برای بازدید افتتاح گردید. علاوه بر یادگارهای مونه و وسایل دیگر زندگی او؛ این خانه شامل مجموعه‌ای از کارهای حکاکی روی چوب ژاپنی است. این مکان یکی از دو جاذبه اصلی ژیورنی است.

## نگارخانه

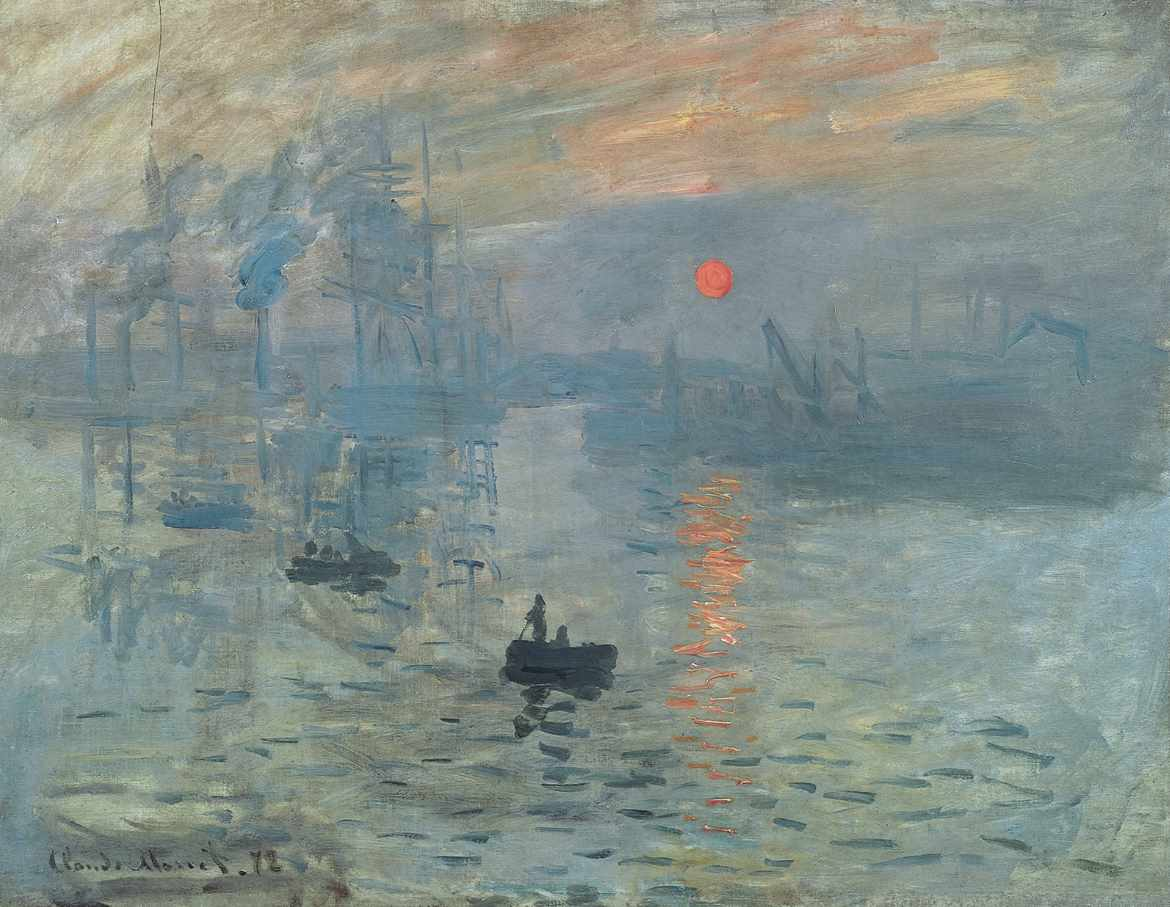
امپرسیون، طلوع آفتاب، ۱۸۷۲
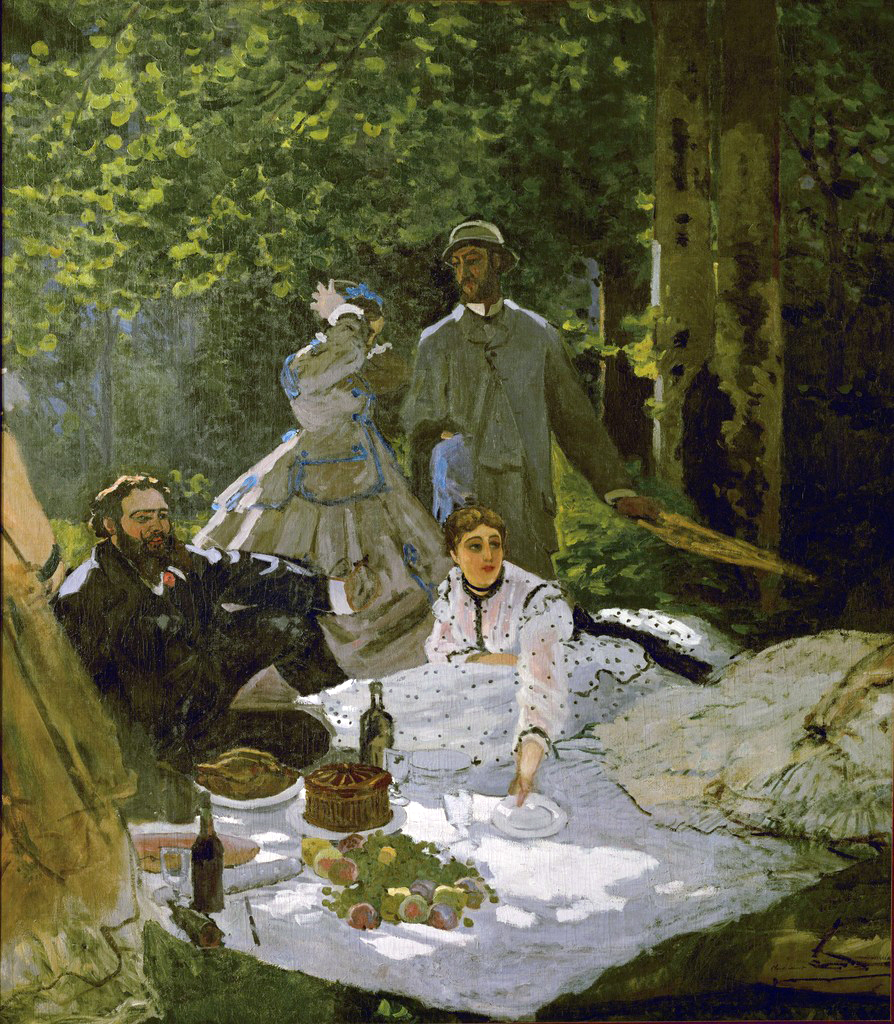
ناهار روی چمن, 1866
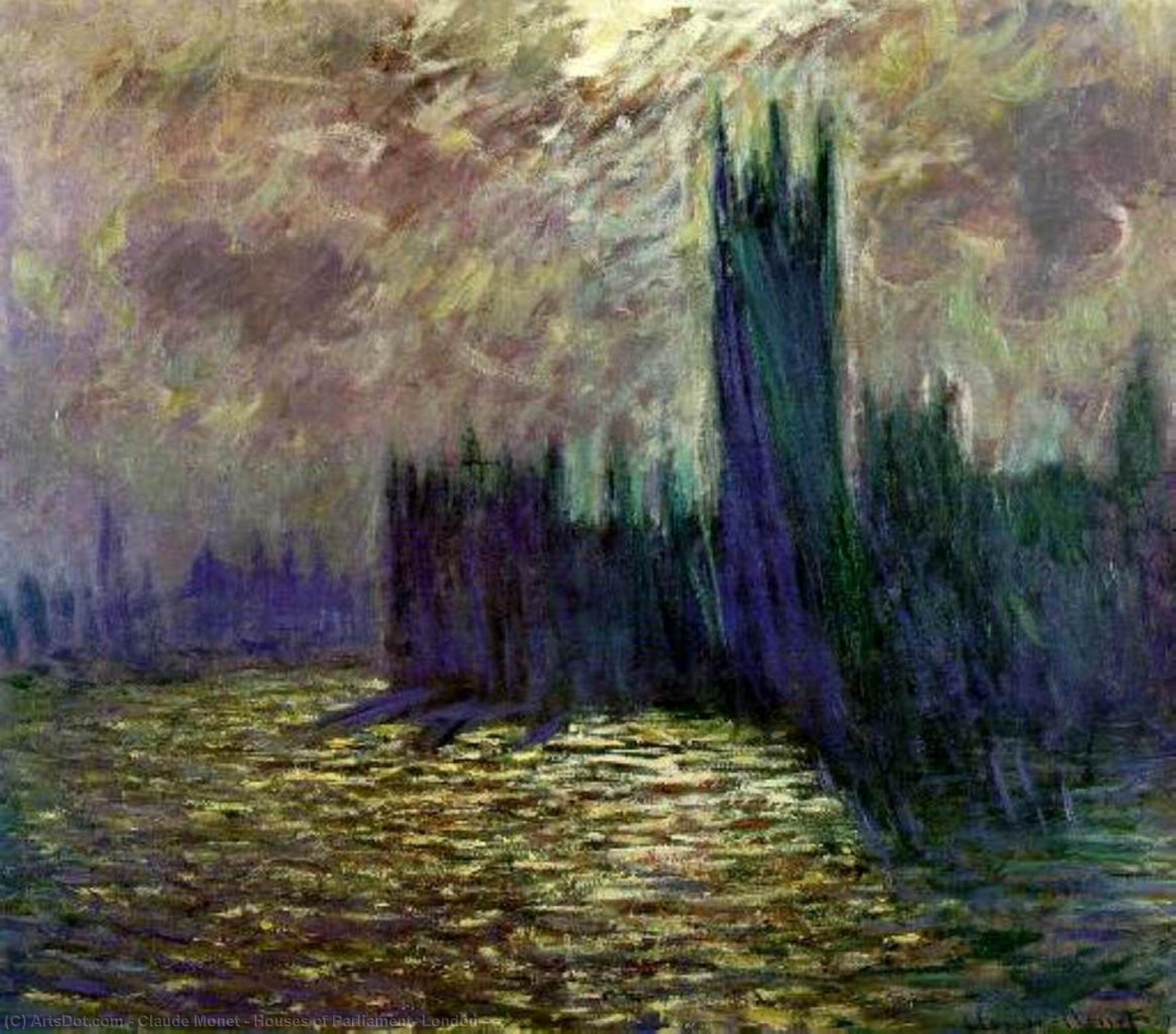
پارلمان، ۱۹۰۵
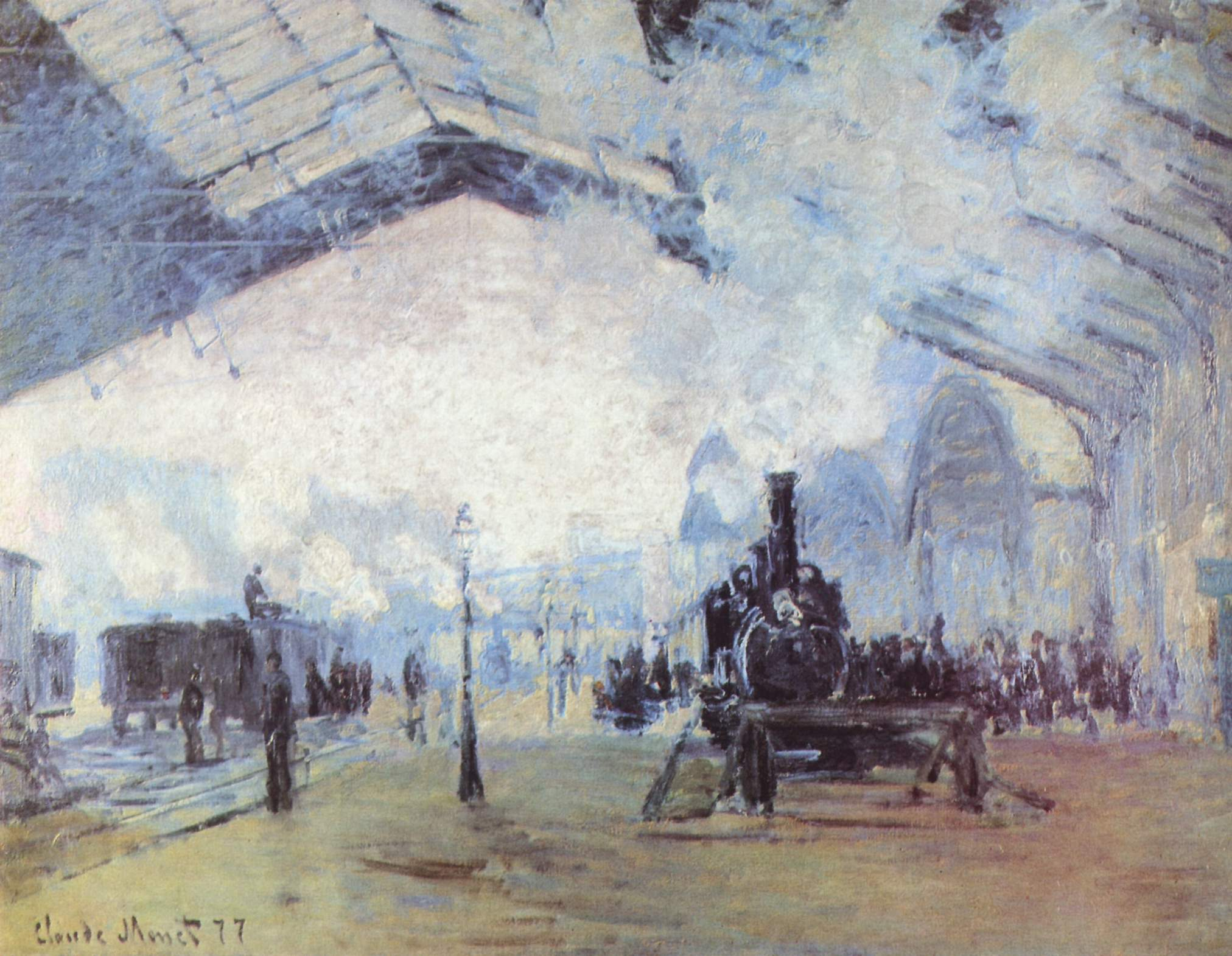
ایستگاه سن-لازار، ۱۸۷۷
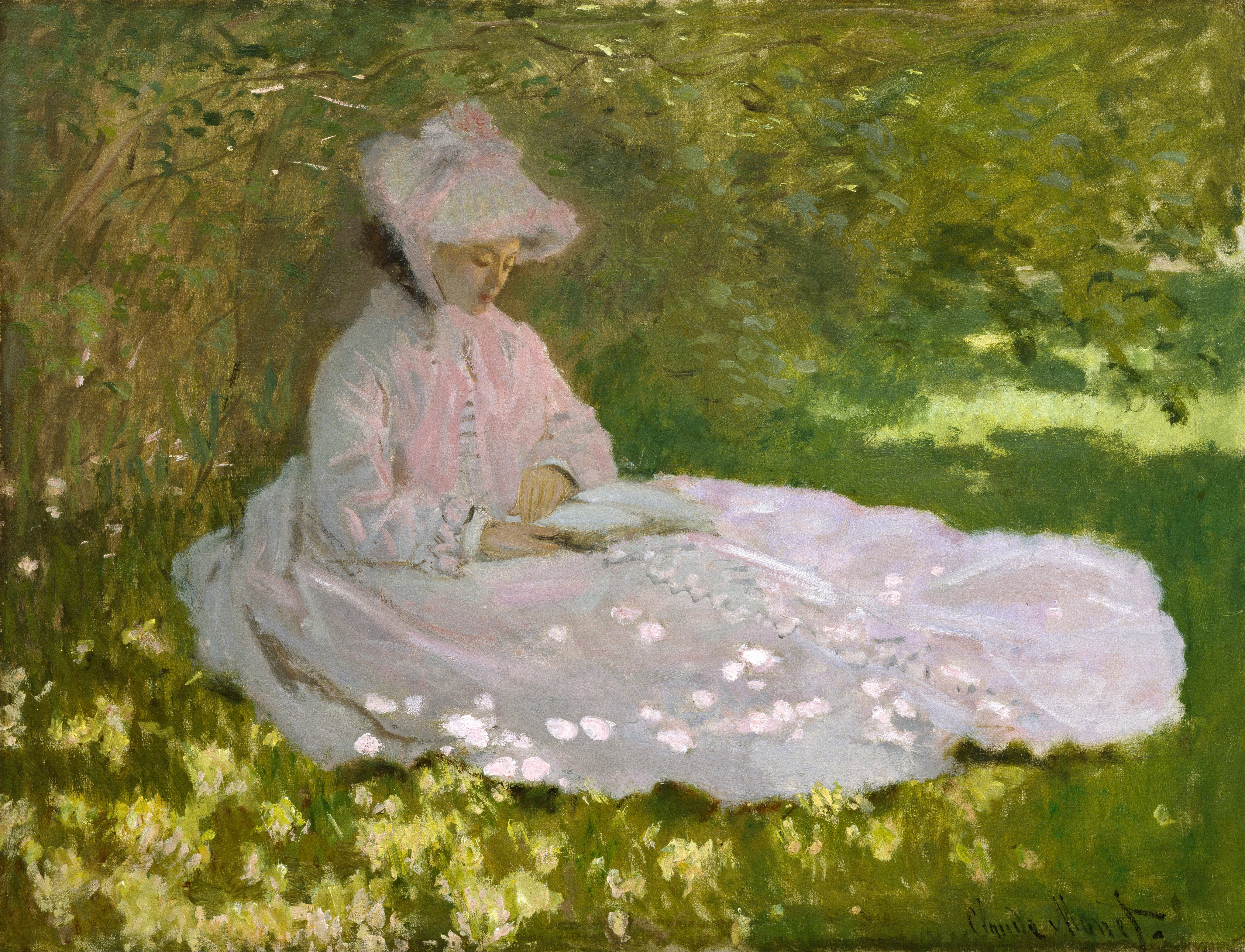
بهار 1872 ، موزه هنر والترز
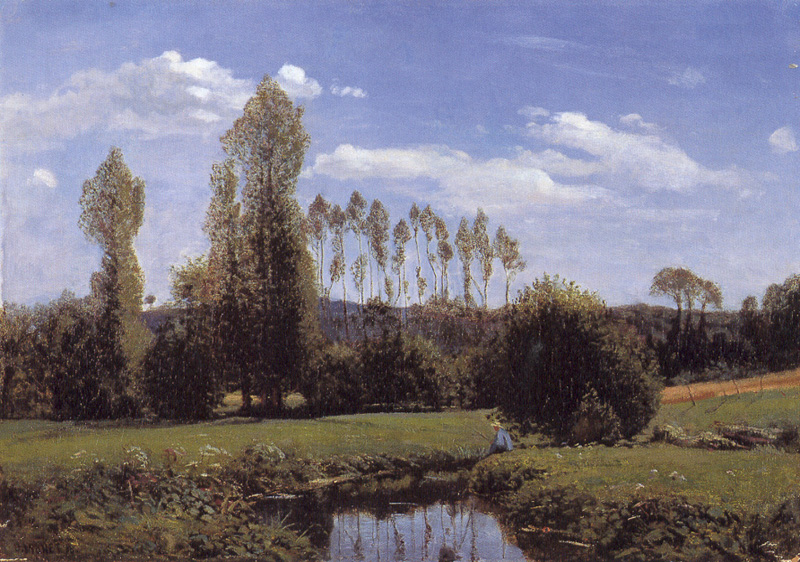
"مشاهده در روئل، لو هاور" 1858، مجموعه خصوصی. یک کار اولیه نشان دهنده تأثیر ژان باپتیست کامی کورو و گوستاو کوربه
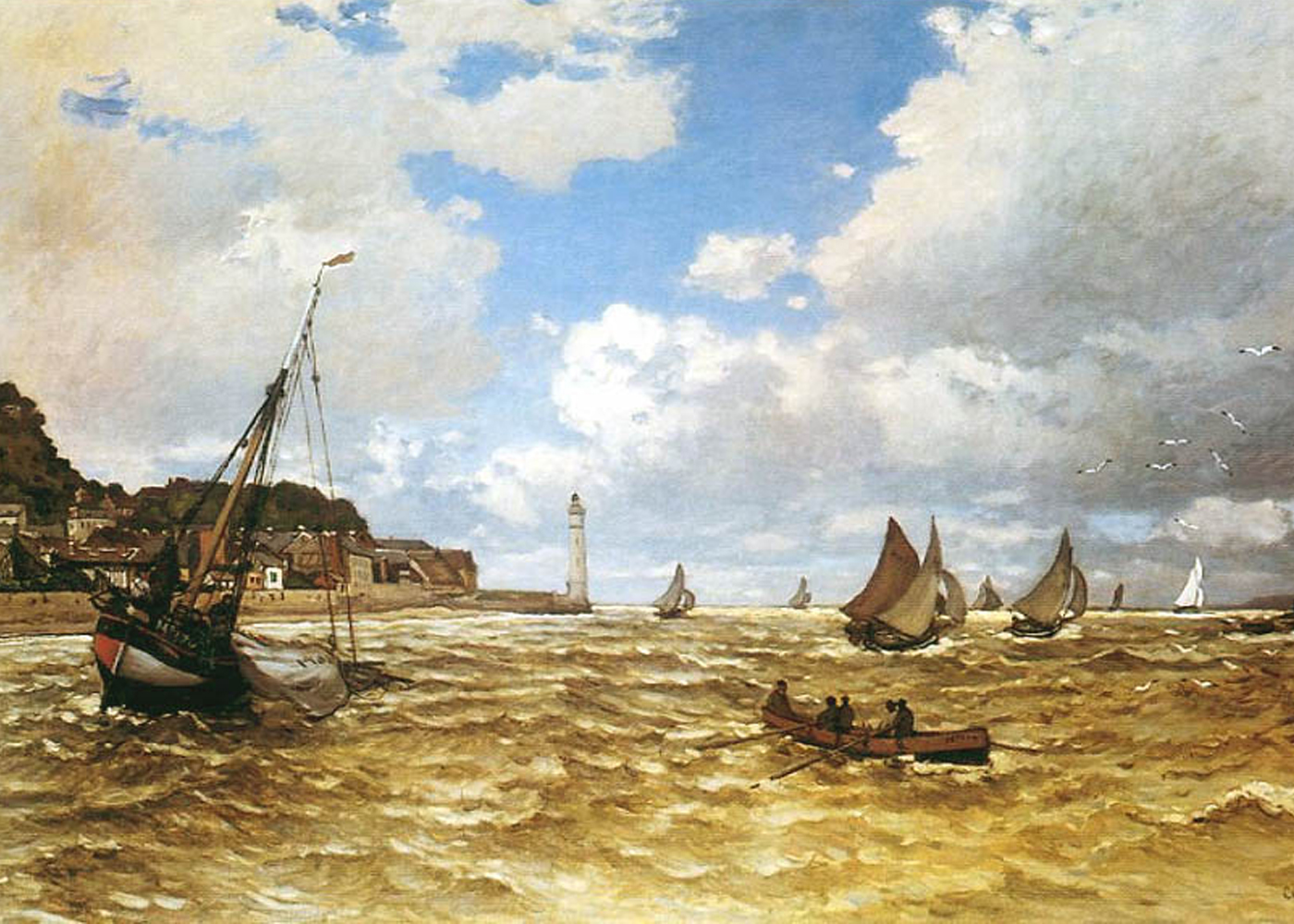
دهانه سن در هانفلور، 1865، بنیاد نورتون سایمون، پاسادنا، کالیفرنیا. نشان دهنده تأثیر نقاشی دریایی هلندی است.
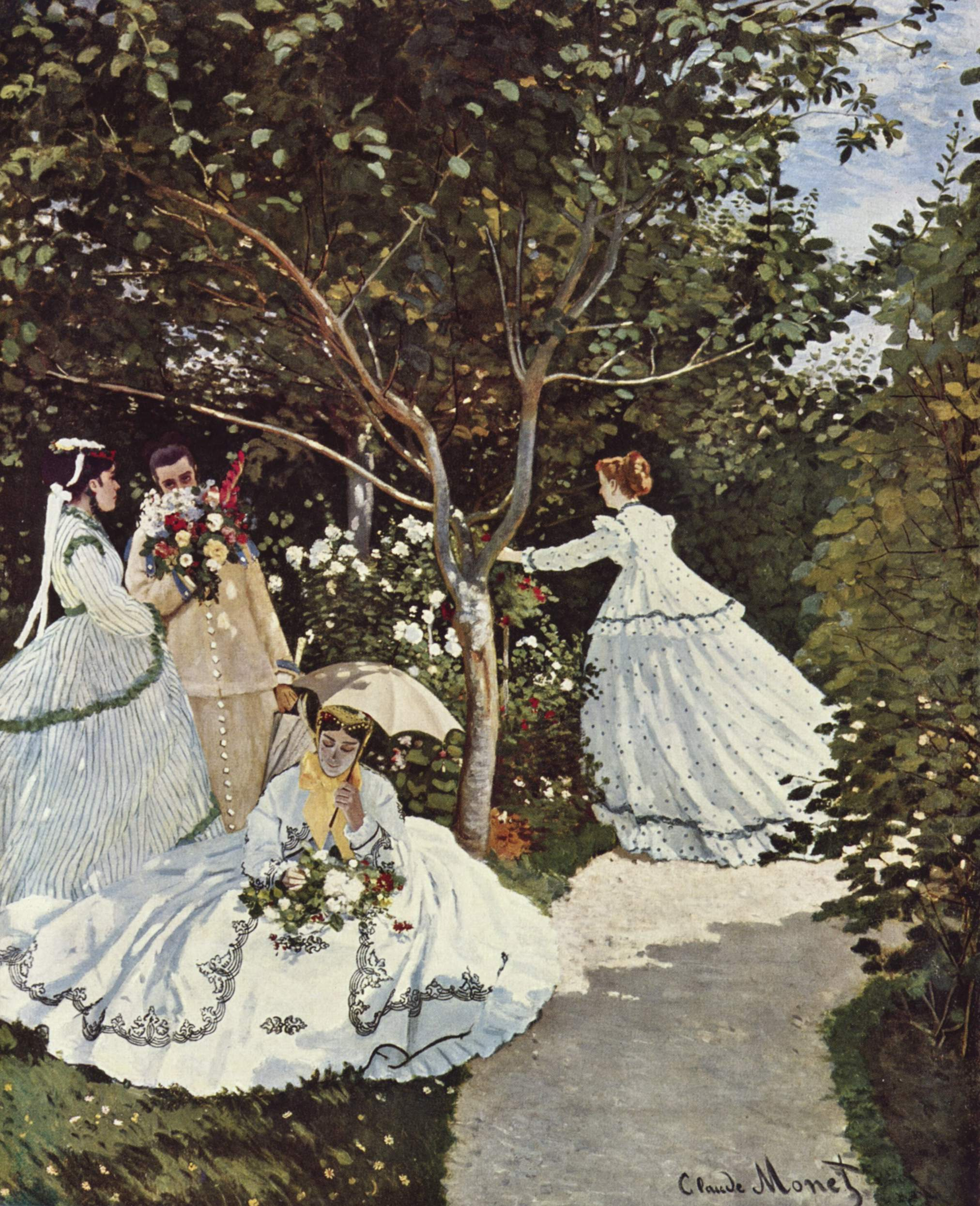
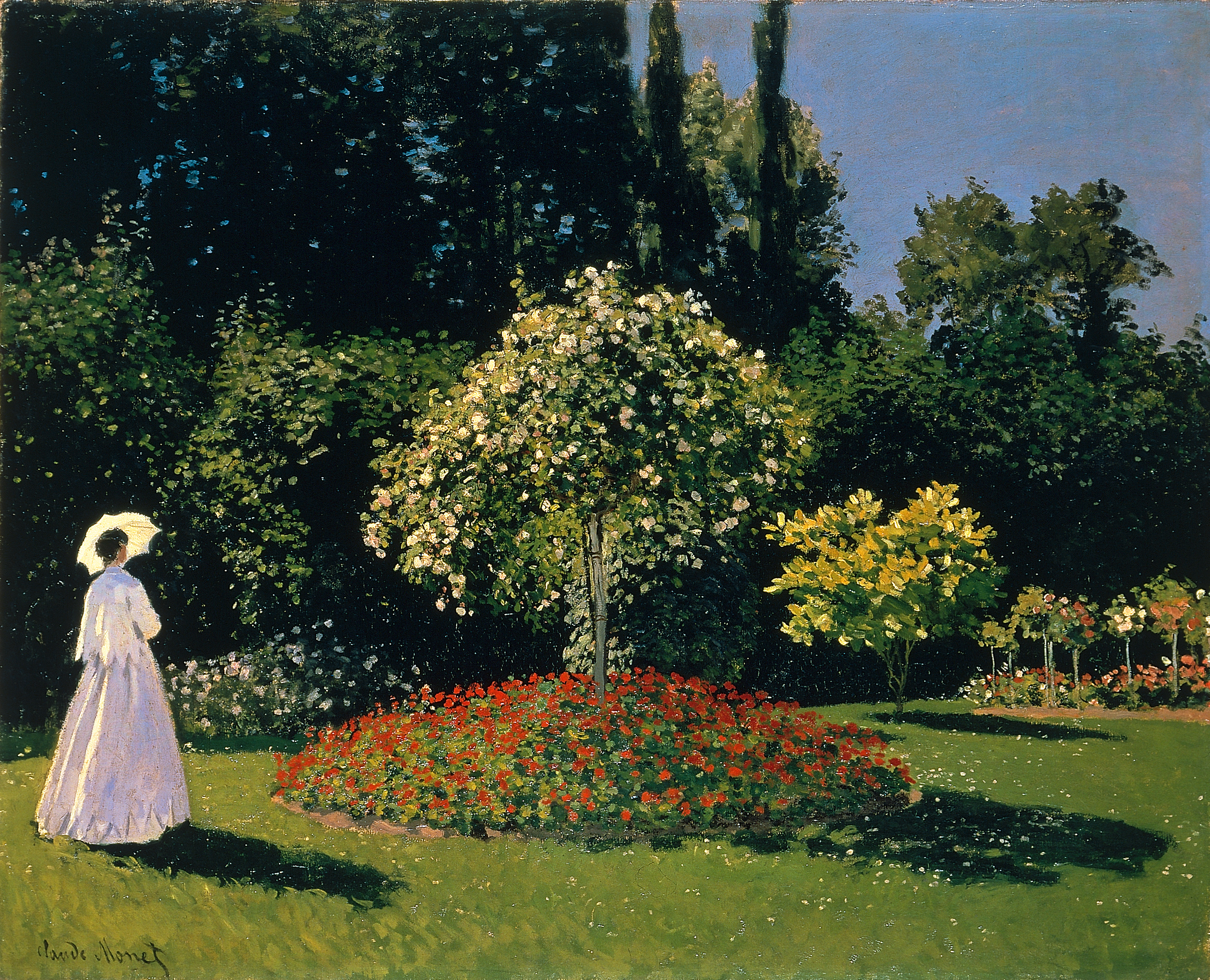
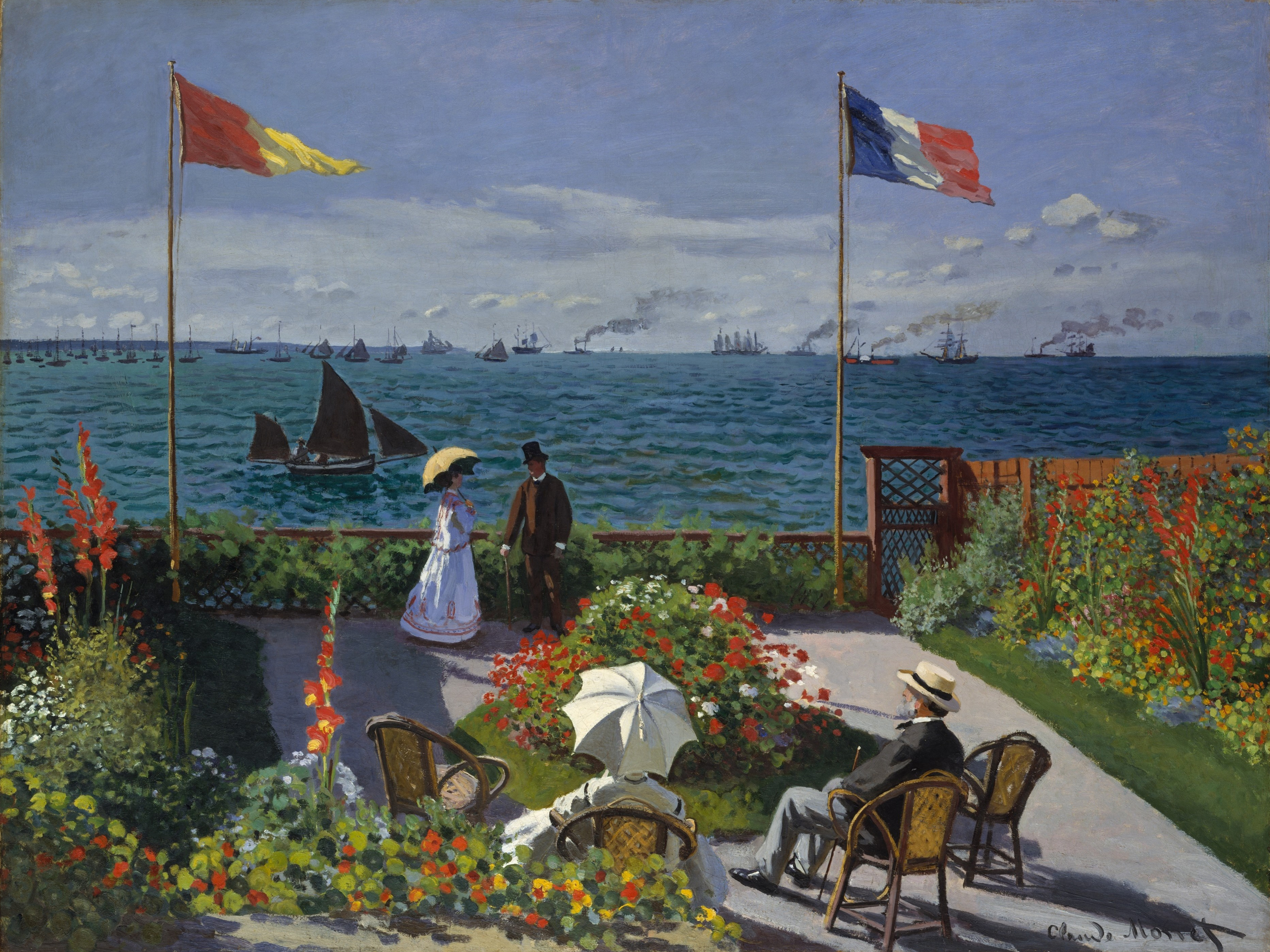
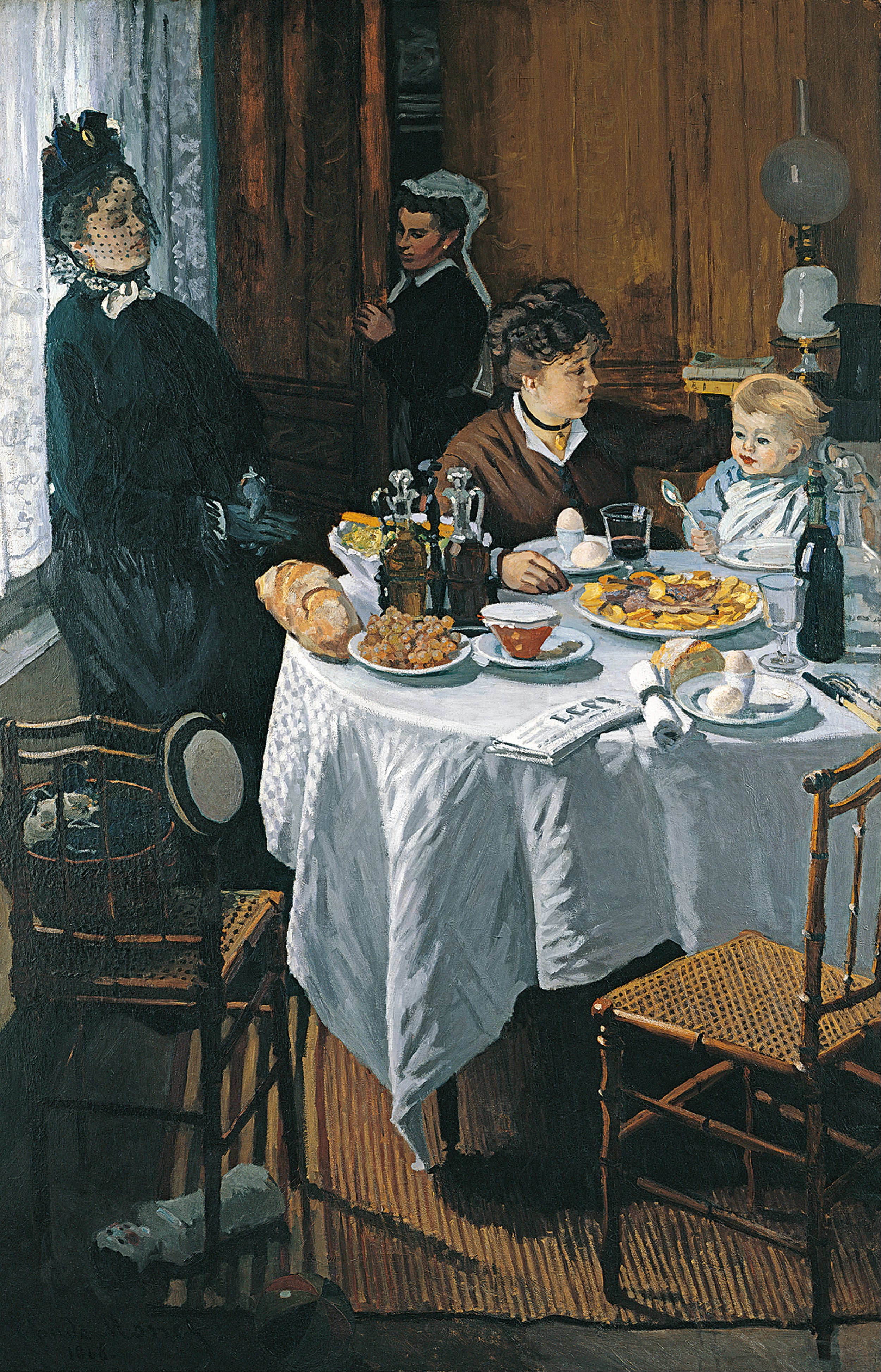
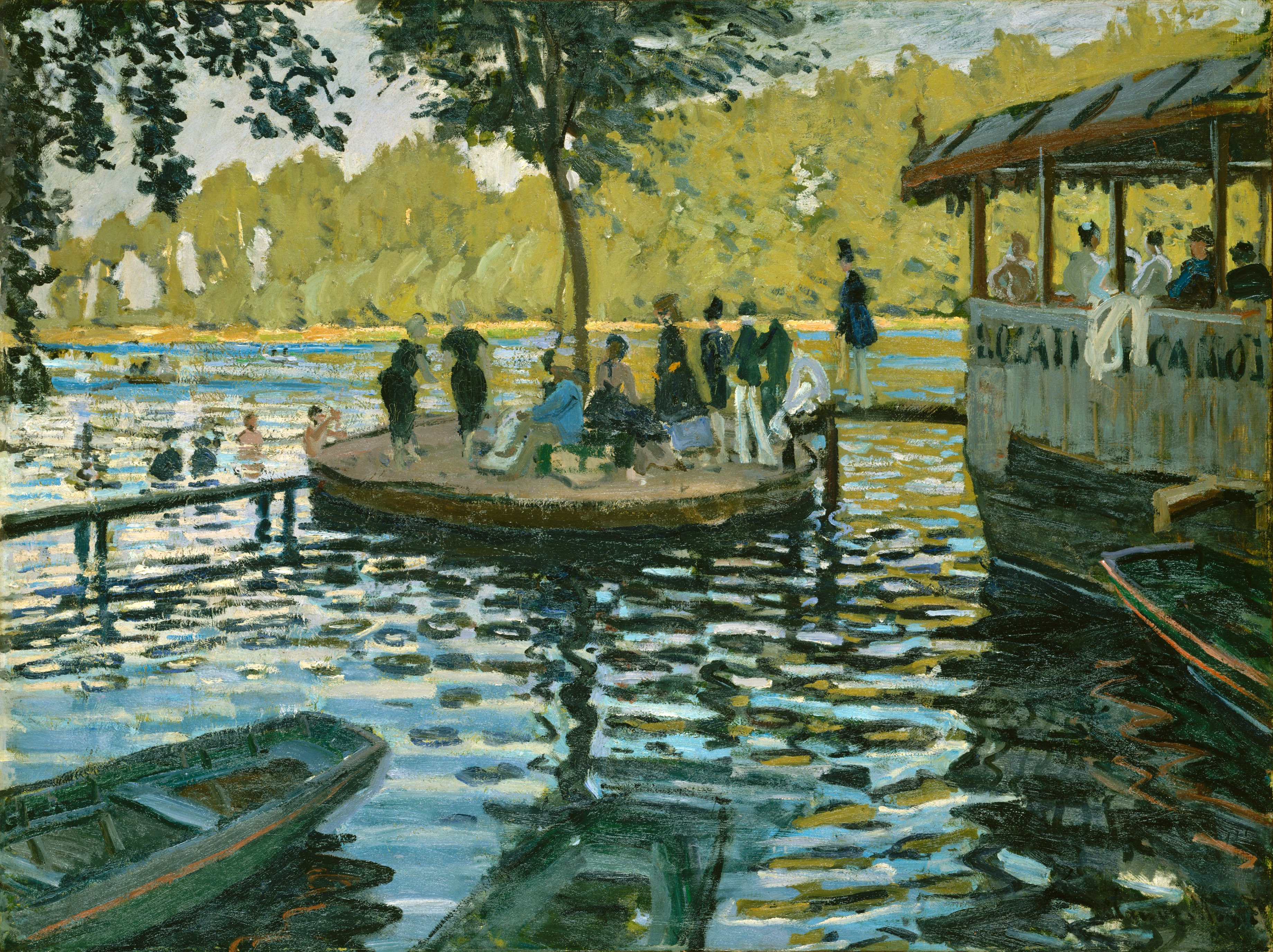
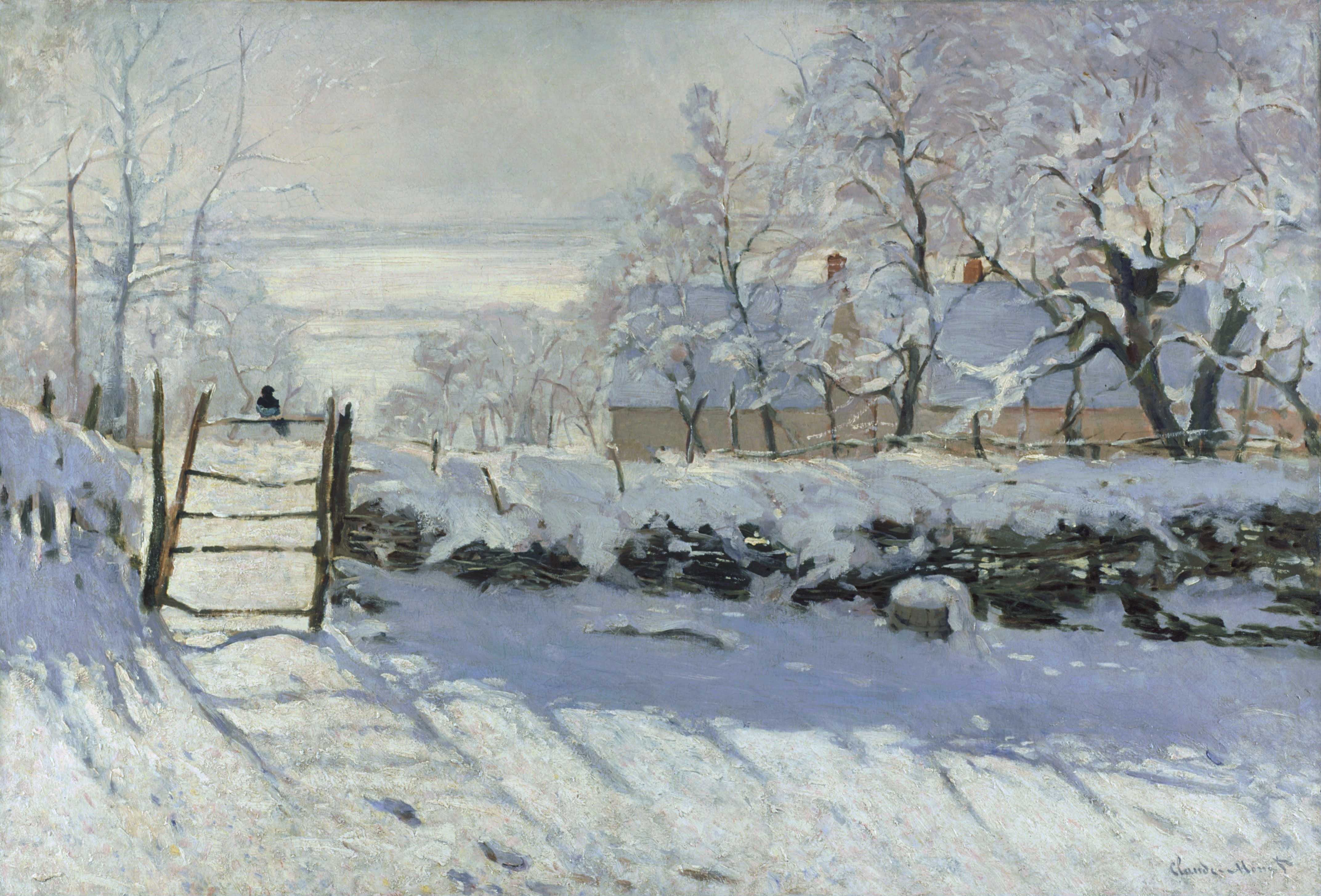
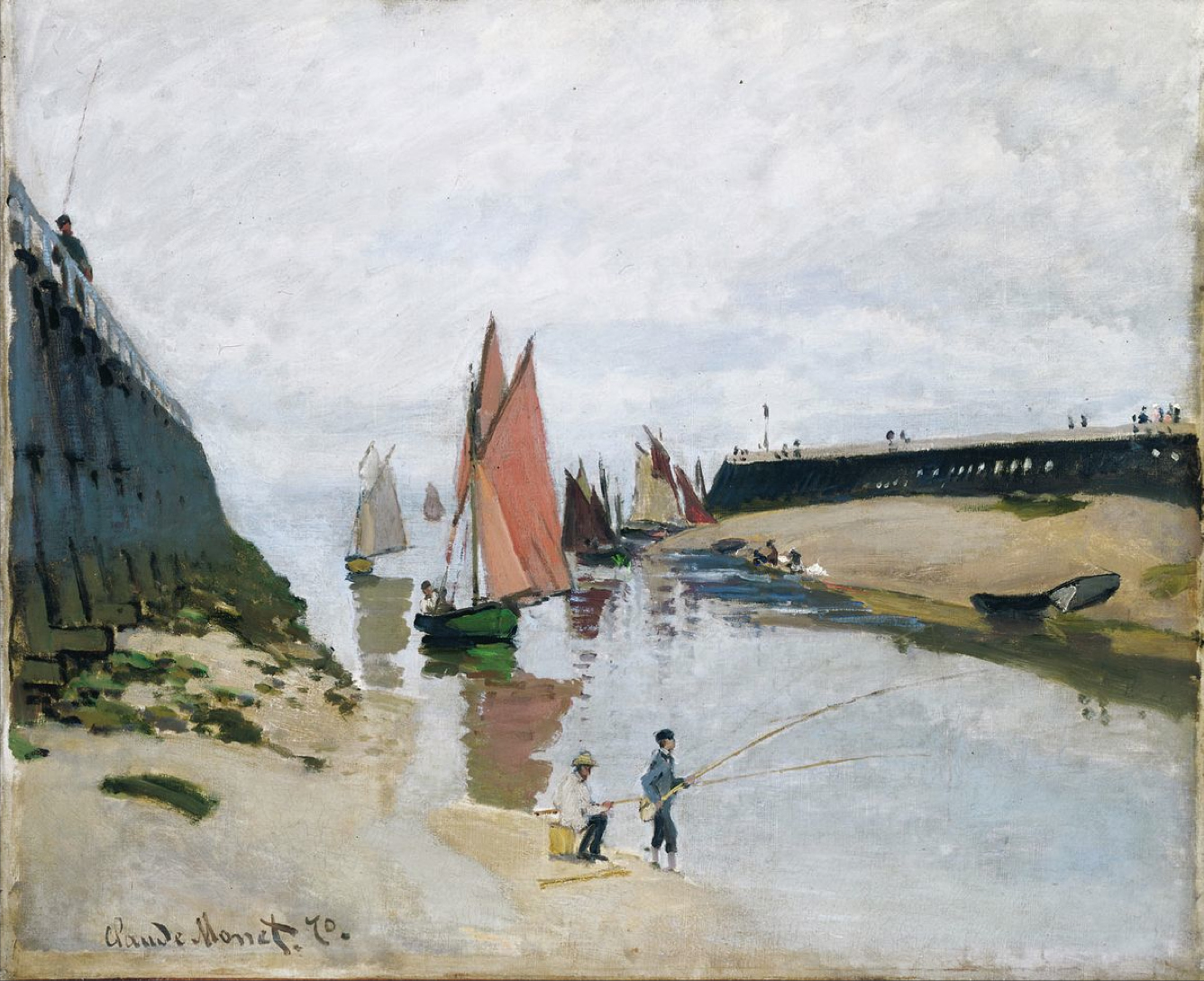
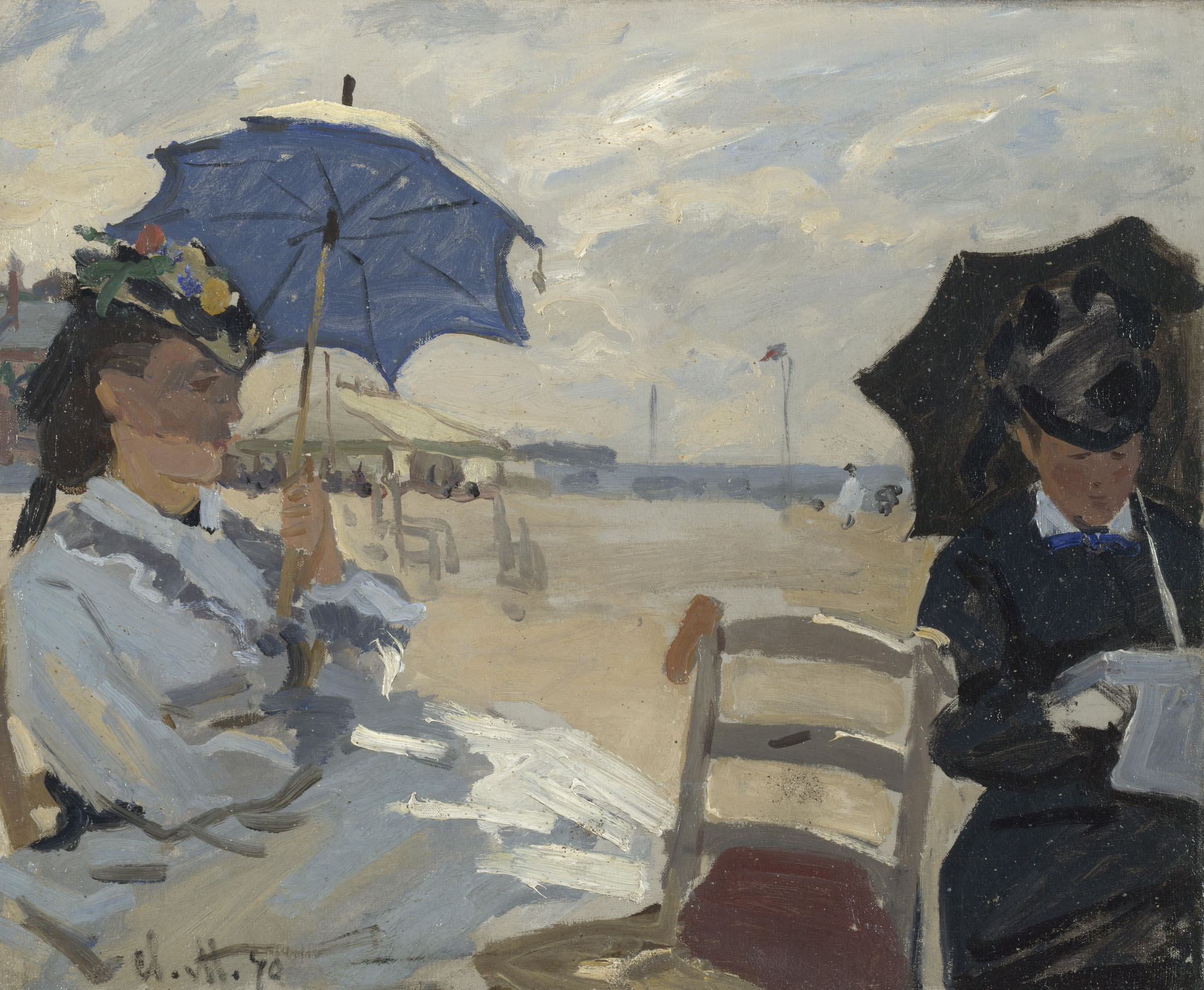
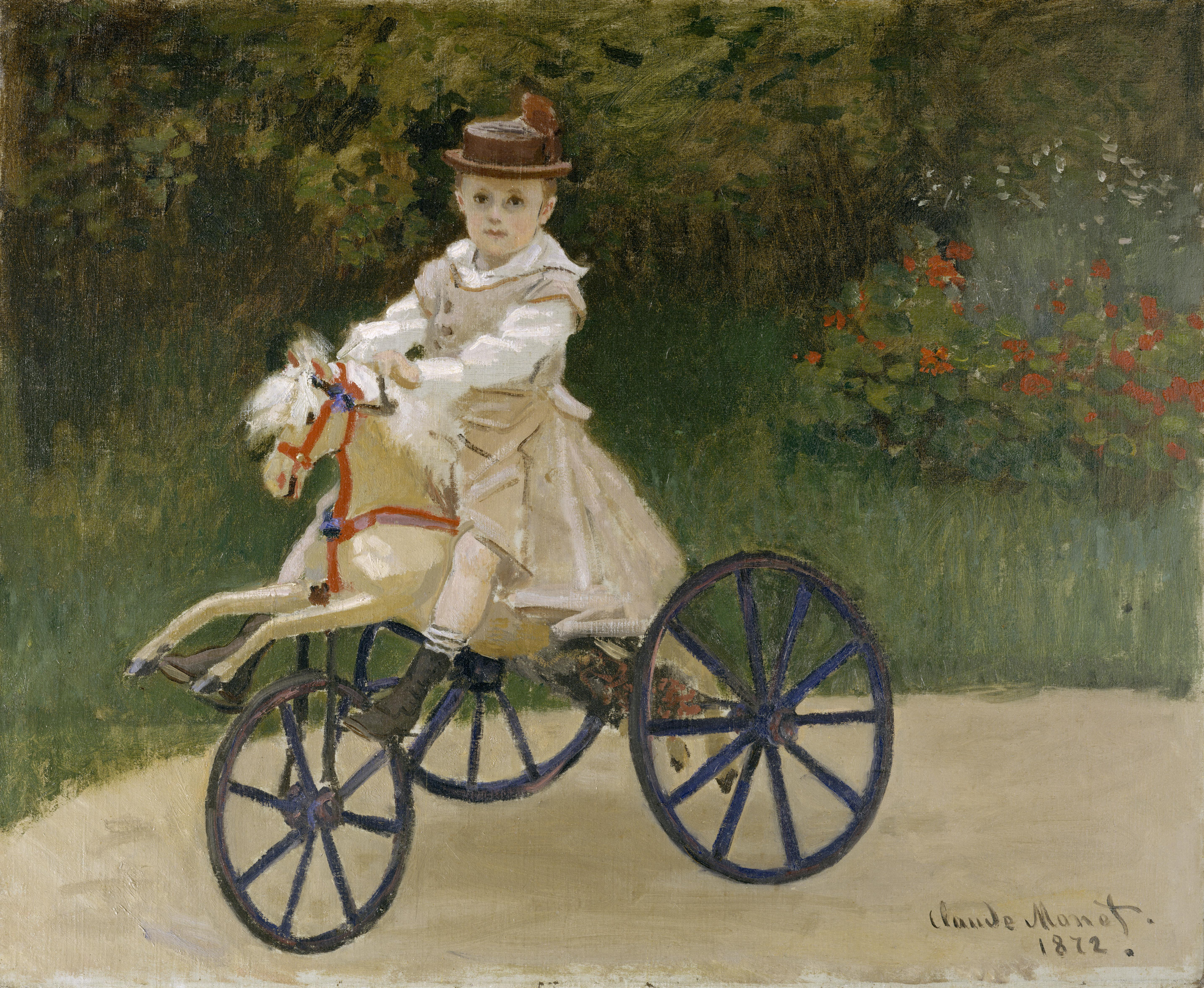
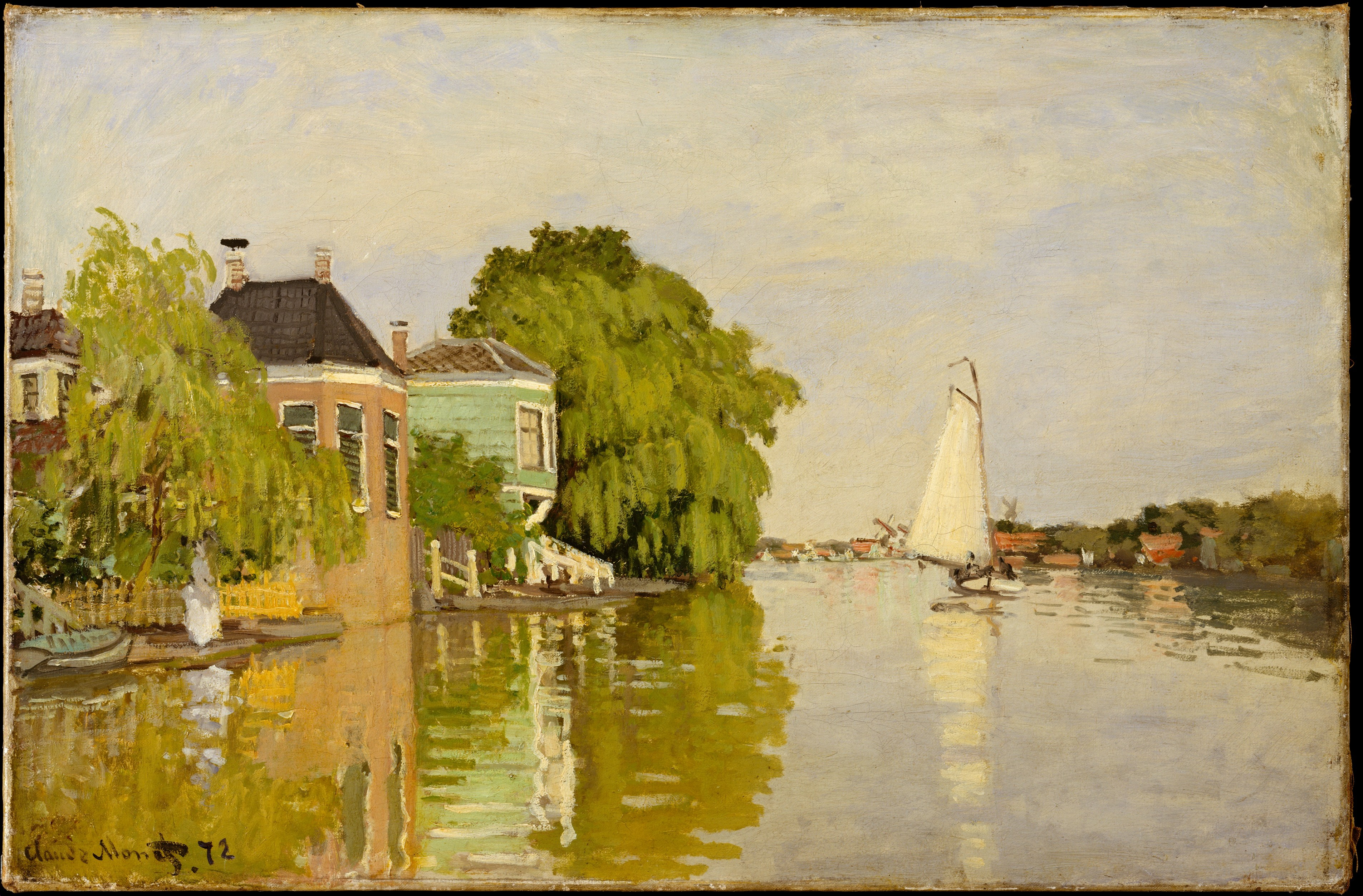